# 바실로피타

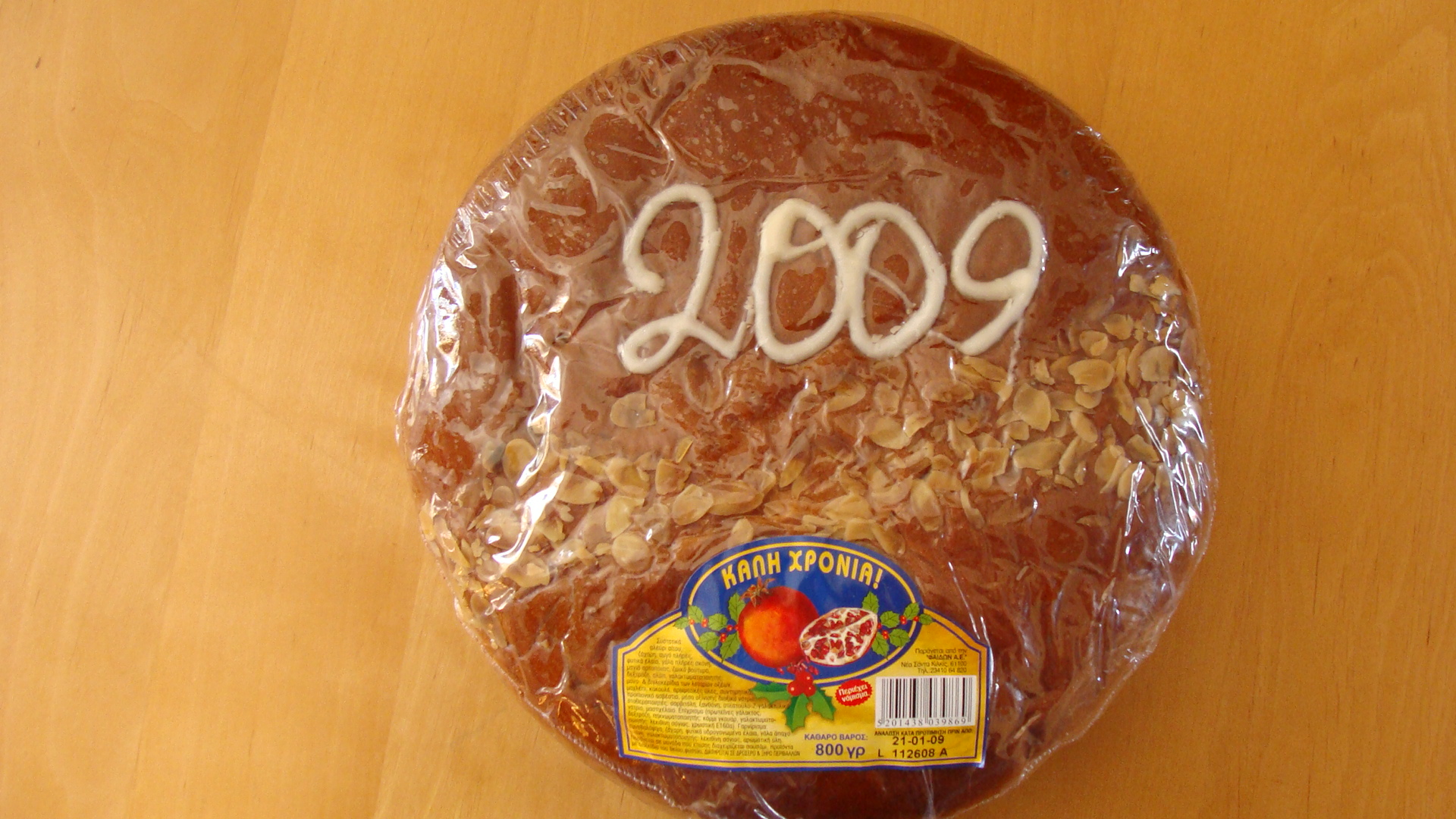

바실로피타(그리스어: Βασιλόπιτα)는 새해에 먹는 그리스의 전통 케이크이다. 동부 유럽과 발칸 반도 국가에서도 많이 먹는다. 케이크 안에 동전이나 작은 장신구가 숨겨져 있어 발견하는 사람에게 행운을 준다고 한다. 다양한 반죽으로 만들며, 지역이나 전통에 따라서는 추레키를 재료로 하기도 한다.
바실로피타는 대부분의 그리스 지역에서 1월 1일인 성 바실리우스의 날과 관련이 있으며, 어떤 지역에서는 케이크에 동전을 넣는 풍습이 예수 공현일, 혹은 성탄절과 관련이 있다.

## 같이 보기
- 왕 케이크